# ستيفن كوبر (أخصائي في الأدب)
ستيفن كوبر (بالإنجليزية: Stephen Cooper)‏ هو أخصائي في الأدب أمريكي، ولد في 1949 في كاليفورنيا في الولايات المتحدة.